# Lee Jarvis
Pour les articles homonymes, voir Jarvis.
Pas d'image ? Cliquez ici

b Matchs officiels uniquement.
Lee Jarvis, né le 30 septembre 1976 à Pontypridd, est un ancien joueur de rugby à XV gallois, évoluant au poste de demi d'ouverture pour l'équipe nationale du pays de Galles et de nombreux clubs ou franchises galloises, dont Pontypridd RFC.

## Biographie
Il est né à Pontypridd. Il a joué d'abord pour Pontypridd RFC. 
Il a connu sun unique cape internationale le 30 août 1997 contre l'équipe de Roumanie.
Il a disputé trente-deux rencontres de Coupe d'Europe de rugby à XV dont il termine meilleur réalisateur de l'édition 1998 et cinq rencontres de Challenge européen.

## Parcours en club
- Pontypridd RFC 1995-1996
- Cardiff RFC 1996-1998
- Pontypridd RFC 1999-2001
- Neath RFC 2001-2003
- Newport Gwent Dragons 2003-2004

## Palmarès

### En équipe nationale
- 1 sélection
- Sélection par année : 1 en 1997
- Tournoi des Cinq Nations disputé: aucun.